# Kuroshioturris
Kuroshioturris là một chi ốc biển, là động vật thân mềm chân bụng sống ở biển trong họ Turridae.

## Các loài
Các loài thuộc chi Kuroshioturris bao gồm:
- Kuroshioturris albogemmata Kuroda, Habe & Oyama, 1971[2]